# Die Quelle (2002)
Die Quelle (Originaltitel: 在一起的時光, deutsch: Zeit zusammen) ist ein 49 Minuten langer chinesischer Dokumentarfilm aus dem Jahr 2002. Regie führte Sha Qing. Arte strahlte ihn am 8. April 2006 aus. Im Jahr 2004 lief der Film auf dem Festival Visions du Réel.

## Inhalt
Der Film schildert das Schicksal eines kleinen Jungen in einer armen chinesischen Bauernfamilie, der an Infantiler Zerebralparese leidet und stirbt.
Während verschiedener Filmszenen sieht man eine tickende Uhr, die genau in dem Augenblick stehenbleibt, in dem der Junge stirbt.